# 3-я кавалерийская дивизия (СССР)
3-я кавалерийская дивизия — кавалерийское соединение РККА Вооружённых Сил Союза Советских Социалистических Республик.
Наименование формирования:
- полное — 3-я Бессарабская ордена Ленина, дважды Краснознамённая кавалерийская дивизия имени Григория Ивановича Котовского;
- сокращённое, действительное — 3 кд.

## История
Кавалерийская дивизия образована в январе 1923 года переименованием 4-й кавалерийской дивизии в 3-ю кавалерийскую дивизию. Кавдивизия входила в состав 2-го кавалерийского корпуса (далее 2 кк) Украинского военного округа (далее УкрВО). Личного состав прибыл из Кавалерийской бригады Г. И. Котовского, 3-й кавалерийской бригады 9-й кавалерийской дивизии, Бригады незаможных селян, Красногусарской Заволжской бригады.
17 июня 1924 года кавдивизия получила почётное наименование «Бессарабская», а 6 августа 1925 года именное наименование — имени Григория Ивановича Котовского.
В 1928 году кавалерийская дивизия награждена Почётным революционным Красным Знаменем и орденом Красного Знамени. В 1935 году дивизия награждена орденом Ленина. 17 мая 1935 года УкрВО разделён на Киевский и Харьковский военные округа. 2-й кавкорпус вошёл в состав Киевского военного округа (далее КВО).

26 июля 1938 года Главный Военный совет Красной Армии Киевский округ преобразовал в Киевский Особый военный округ (далее КОВО) и создал в округе армейские группы. 3-я кавдивизия 2-го кавкорпуса вошла в состав Кавалерийской армейской группы КОВО.

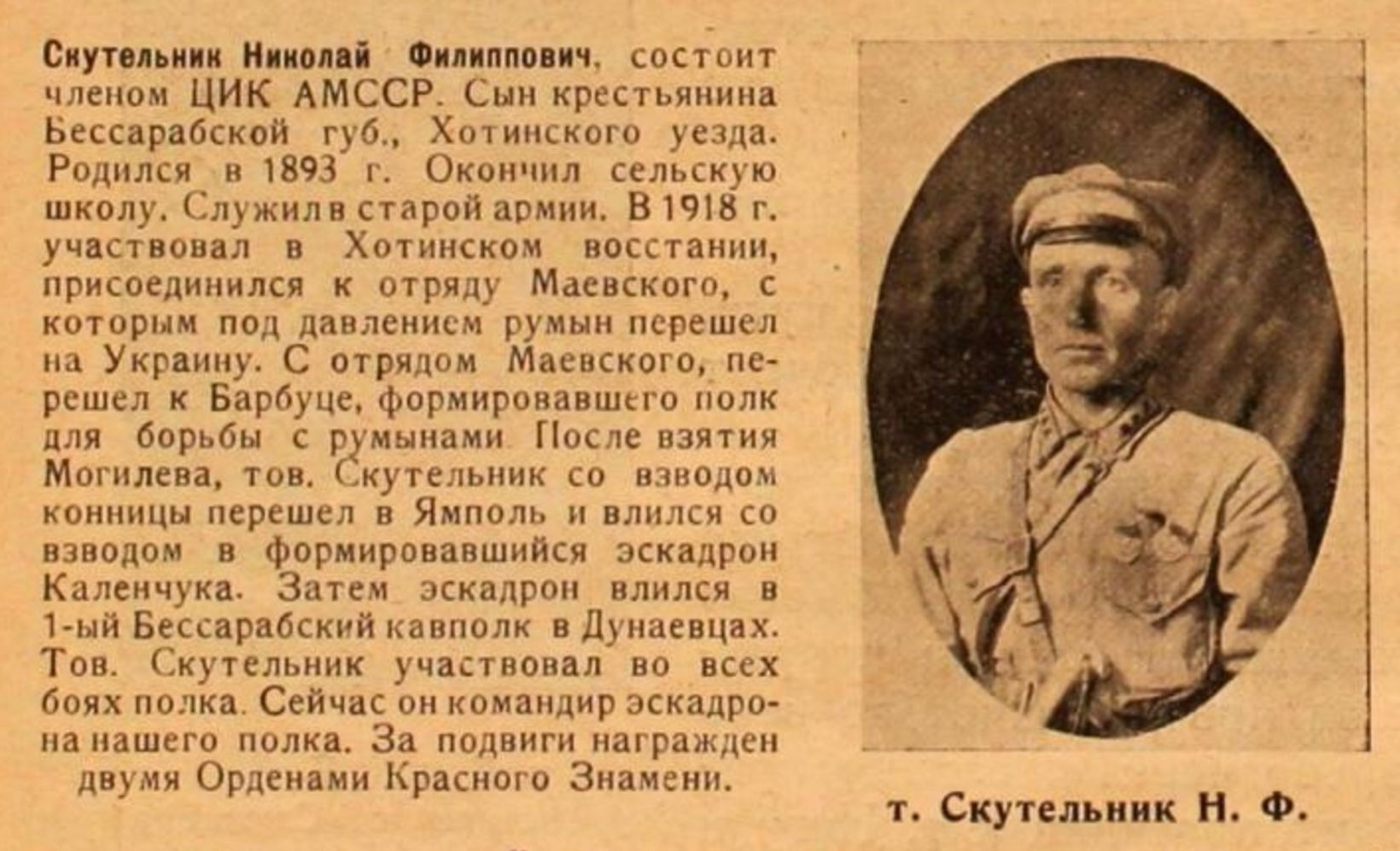
Один из комэсков дивизии Н. Ф. Скутельник. На момент службы в дивизии дважды кавалер ордена Красного знамени. Из издания Боевой путь 13-го кавполка 3-й кавалерийской бессарабской имени Котовского дивизии, из собрания ГПИБ

В сентябре — октябре 1938 года 3-я кавдивизия, входившая в состав 2-го кавкорпуса Кавалерийской армейской группы КОВО, приводилась в боевую готовность для оказания военной помощи Чехословакии, но помощь не была оказана.
В сентябре — октябре 1939 года формирование участвовало в военном походе Красной Армии в восточные районы Польши по возвращении отторгнутых территорий Западной Украины. Дивизия входила во 2 кк в Волочискую армейскую группу (с 16 сентября), Восточную армейскую группу (с 24 сентября), 6-ю армию (с 28 сентября) Украинского фронта.
В июне — июле 1940 года кавдивизия участвовала в военном походе в Румынию по возвращении отторгнутых территорий Северной Буковины в составе 12-й армии Южного фронта.
В апреле управление 2 кк убыло в Молдавскую ССР. Соединение вошло в состав 5 кк.
Уже утром 22 июня 1941 года на государственной границе в районе Пархача дивизия, входившая в 5-й кавалерийский корпус 6-й армии Юго-Западного фронта, вступила в бой с немецко-румынскими захватчиками. Дивизия нанесла контрудар по прорвавшимся на советскую территорию войскам противника и отбросила их, деблокировав окруженных пограничников, в этом первом бою противник потерял до 150 человек убитыми и 16 пленными. Затем в крайне тяжёлых условиях дивизия обороняла 40-км промежуток между Струмиловским и Рава-Русским укрепрайонами, сдерживая превосходящие силы противника и активно контратакуя его. В связи с неблагоприятным развитием событий на фронта дивизия вынуждена была с боями отходить. В начале июля её вместе с корпусом передали Юго-Западному фронту, где она продолжала вести оборонительные действия в направлении Волочиск — Бердичев — Казатин — Белая Церковь. Сильные удары по вражеским войскам дивизия нанесла в августе — сентябре 1941 года под Ржищевом, на реках Днепр и Псёл. В октябре — декабря 1941 года и января 1942 года соединение вело оборонительные бои под Харьковом, участвовала в разгроме Елецкой группировки противника, в боевых действиях на Щигровско-Курском направлении.

За проявленный героизм, отвагу и мужество личного состава, организованность и умелое выполнение боевых заданий 25 декабря 1941 года дивизия преобразована в 5-ю гвардейскую кавалерийскую дивизию.

## Награды
- 6 августа 1925 года, стала именной дивизией — Присвоено имя «товарища Котовского»
- 29 февраля 1928 года — Почётное Революционное Красное Знамя и  орден Красного Знамени — награждена Президиумом Центрального исполнительного комитета СССР от 29 февраля 1928 года в ознаменование десятилетия РККА и отмечая боевые заслуги на различных фронтах гражданской войны, начиная с 1918—1919 г.[3][4]
- 22 мая 1935 года —  Орден Ленина — награждена постановлением ЦИК СССР в связи с 15-летием, за выдающееся боевое прошлое и достигнутые успехи в боевой и политической подготовке .(Объявлено приказом НКО СССР от 22 мая 1935 года № 91).[5]

## Состав
К началу Великой Отечественной войны в её состав входили управление, 34-й, 60-й, 99-й, 158-й кавалерийские и 44-й танковый полки.

## Командование

### Командиры дивизии
- Криворучко, Николай Николаевич (20.10.1922 — 13.08.1925), назначен командиром 2-го кавалерийского корпуса после гибели Г.И. Котовского;

- Горячев Елисей Иванович (с июня 1928 — по май 1930), зачислен слушателем основного факультета Военной академии имени М.В. Фрунзе;
- Вайнерх-Вайнярх Дмитрий Ананьевич (с мая 1930 — по ноябрь 1932);
- Сердич Даниил Фёдорович, комдив (с 15.11.1932 — 19.02.1934);
- Мишук Никита Иванович, комбриг (28.02.1934 — 16.08.1937), арестован и расстрелян;
- Морозов Сергей Иванович, полковник (1937 — 08.09.1938), арестован и расстрелян;
- Терентьев Василий Григорьевич (сентябрь 1938 — февраль 1939);

- Малеев Михаил Фёдорович, комбриг, с 05.06.1940 генерал-майор (08.09.1939 — 25.12.1941)[6].

### Начальники штаба
- Чепуркин, Николай Степанович, полковник (20.06.1938 — 25.12.1941).[6]